# Kilsyth
Kilsyth, gael. Cill Saidhe – miasto w środkowej Szkocji, w hrabstwie North Lanarkshire (historycznie w Stirlingshire), położone w dolinie rzeki Kelvin, u południowego podnóża pasma górskiego Kilsyth Hills. W 2011 roku liczyło 9885 mieszkańców.
15 sierpnia 1645 roku, podczas wojen trzech królestw, w pobliżu rozegrała się bitwa pod Kilsyth.
W XVIII i XIX wieku podstawę lokalnej gospodarki stanowiło kamieniarstwo, wydobycie węgla i żelaza oraz włókiennictwo.
Na południe od miasta przebiegają pozostałości Wału Antonina oraz kanał Forth and Clyde Canal.